# Ikano

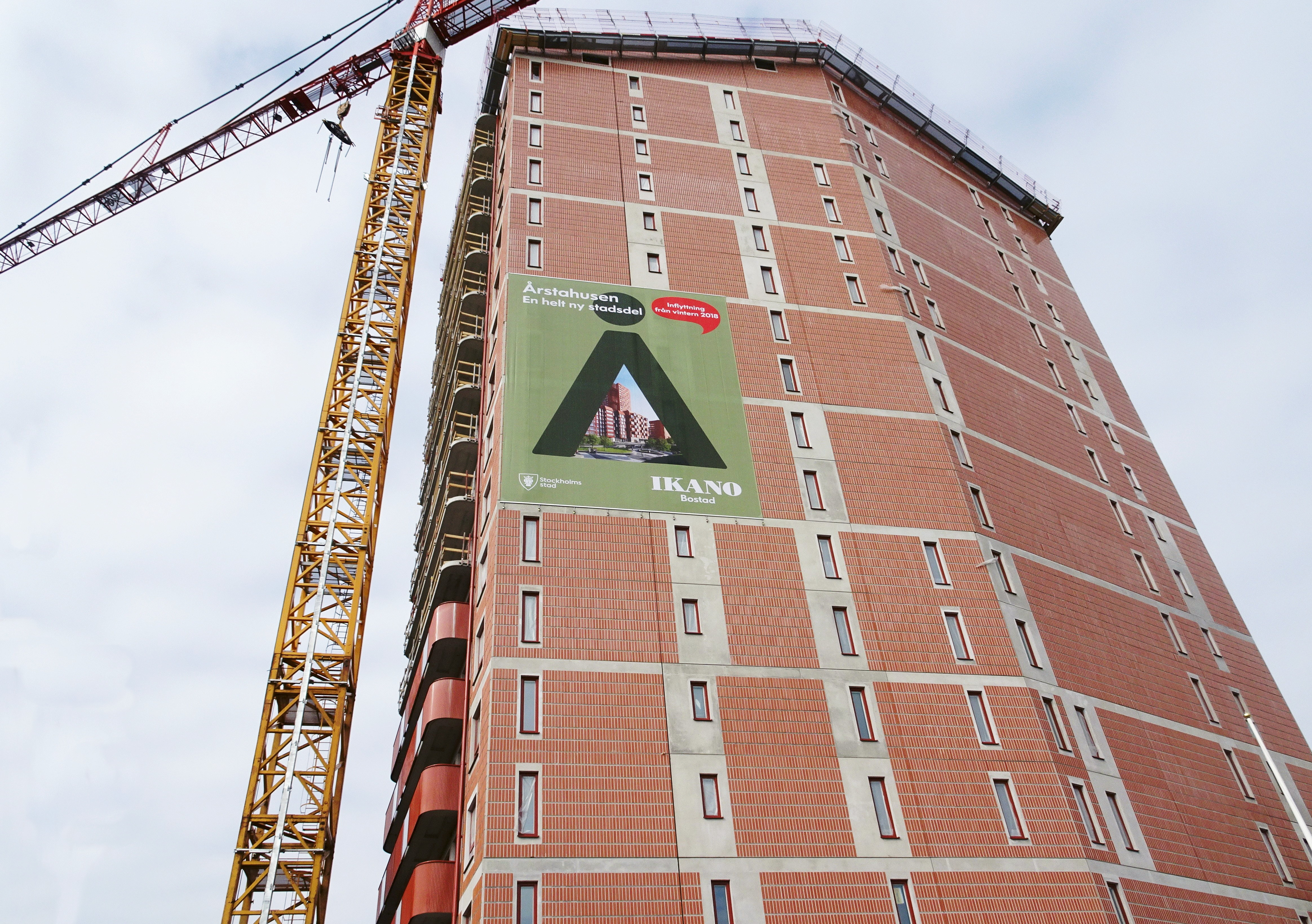
Årstahusen i Stockholm är ett projekt av Ikano Bostad.

Ikanogruppen är en privatägd internationell företagsgrupp med moderbolaget Ikano S.A. baserat i Luxemburg. Gruppen var från början en del av Ikea, men blev självständigt 1988. Ikano ägs av familjen Kamprad.
Ikano är verksamt i 15 länder i Europa, Nordamerika och Sydostasien. Verksamheten bedrivs inom:
- Detaljhandel (Filippinerna, Malaysia, Mexico, Singapore, Thailand)
- Dataanalys (Storbritannien)
- Fastigheter (Sverige, Danmark)
- Finans (Danmark, Finland, Norge, Polen, Storbritannien, Sverige, Tyskland, Österrike)
- Försäkring (Schweiz)
- Produktion (Mexico, Polen)
- Servicekontor (Luxemburg)[3]

Bland dotterbolagen återfinns bland andra Ikano Bank AB, Ikano Bostad AB i Sverige. Det finansiella benet innefattar tjänster så som bolån, konsumentlån och lojalitetslösningar för aktörer inom detaljhandeln, medan fastighetsverksamheten består av fastigheter med bostads- och hyresrätter i flera svenska städer.
Ikano är franchisetagare av Ikea-konceptet i Malaysia, Mexico, Filippinerna, Singapore och Thailand och driver Ikea-butiker i dessa länder.

## Historik
Sedan 2015 är Lars Thorsén VD för Ikanogruppen.